# Hypnodendron spininervium
Hypnodendron spininervium är en bladmossart som beskrevs av Georg Friedrich von Jaeger och Sauerbeck 1880. Hypnodendron spininervium ingår i släktet Hypnodendron och familjen Hypnodendraceae. Inga underarter finns listade i Catalogue of Life.